# Мовні універсалії
Мо́вні універса́лії (від лат. лат. universalis «загальний») — одне з понять мовознавства. Цей термін уживають також в однині (універсалія). Під універсаліями в мовознавстві розуміють спільні ознаки, властиві всім природним мовам світу. Наприклад, абсолютно в кожній мові є звуки, слова й речення, тому вони є мовними універсаліями. Не є мовною універсалією, наприклад, кличний відмінок, оскільки він наявний не в усіх мовах світу. Так, кличний відмінок є в усіх слов'янських мовах, крім російської.